# Бованенково — Ухта

Газогін Бованенково — Ухта на мапі Росії

Бованенково — Ухта — магістральний газопровід, який пов'язує родовища півострова Ямал (в тому числі найбільше з них Бованенківське) із Ухтою, де проходить траса важливого газотранспортного коридору, який виводить до Грязовця (звідки йдуть поставки у напряму Виборгу для газопроводу «Північний потік») та газового хабу у Торжці Тверської області.
На початку 2000-х років у Росії приступили до реалізації грандіозного плану розробки родовищ Ямалу. Вже на першому етапі планувалось отримати із Бованенківського родовища до 115 млрд м³ на рік, а в подальшому довести видобуток до більш ніж 300 млрд м³. Тоді ж виникла ідея прямих поставок до Німеччини по дну Балтійського моря («Північний потік»), для чого ямальський газ виглядав оптимальною сировинною базою. Тому не випадково, що введення в дію першої нитки «Бованенково — Ухта» осінню 2012 року було практично синхронізовано у часі з «Північним потоком» (2011—2012), газопроводом Грязовець-Виборг (2011—2012) та першою ниткою «Ухта-Торжок» (2012).
Газопровід Бованенково-Ухта є унікальним на просторі колишнього Радянського Союзу за обсягом транспортування по одній нитці. Використання нових типів труб дозволило розрахувати систему на робочий тиск 12 МПа (для порівняння, радянські магістральні газопроводи на кшталт «Уренгой-Помари-Ужгород» створювались для робочого тиску 7,5 МПа). Як наслідок, при спорудженні всіх запланованих компресорних станцій по двох нитках діаметром 1420 мм буде транспортуватись 115 млрд м³. Довжина системи складає 1265 км.
У складі газопроводу запланований перехід через мілководну Байдарацьку губу, який буде складатися із чотирьох ниток меншого діаметра (при прокладенні двох ниток на основній ділянці).
Зварювання лінійної частини розпочалось у 2008 році, а перша нитка введена в експлуатацію осінню 2012, щоправда лише із двома компресорними станціями: ще 5 були введені наступного року, дві останні у 2014-му.
Зварювання лінійної частини другої нитки розпочалось у 2014 році, завершення будівельних робіт припадає на 2016 рік. Як і у попередньому випадку, спочатку на другій нитці спорудять дві компресорні станції, тоді як ввід в експлуатацію ще чотирьох запланований на 2018, а останніх трьох аж на 2020 рік.

## Див.також
- Газотранспортна система Росії